# 康布 (洛特-加龙省)
康布（法語：Cambes，法語發音：[kɑ̃b]）是法国洛特-加龙省的一个市镇，属于马尔芒德区。

## 地理
康布（44°35'43"N, 0°17'19"E）面积9.2 平方千米，位于法国新阿基坦大区洛特-加龍省，该省份为法国西南部内陆省份，北起多爾多涅省，西接吉倫特省和朗德省，南至热尔省，东临塔恩-加龙省和洛特省。
与康布接壤的市镇（或旧市镇、城区）包括：德罗河畔阿勒芒、拉沙佩勒、蒙特通、佩里耶尔、皮斯朗皮永、圣阿维。

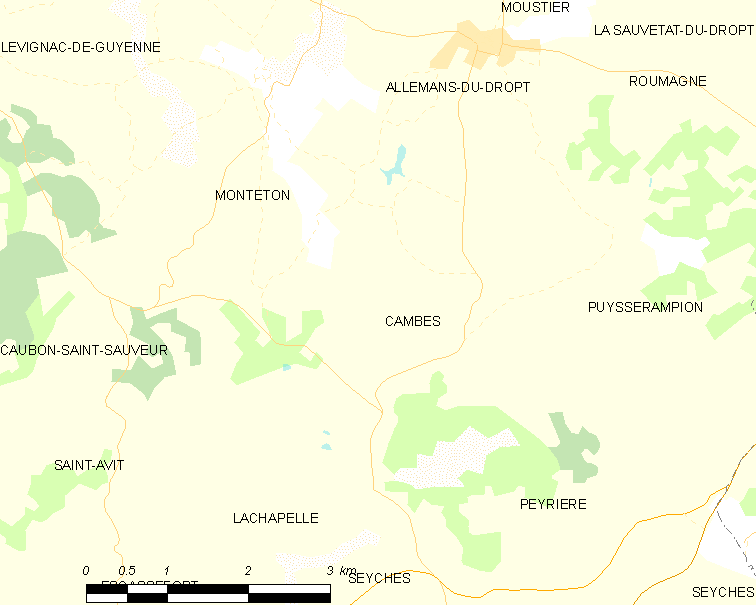
的OSM定位图

康布的时区为UTC+01:00、UTC+02:00（夏令时）。

## 行政
康布的邮政编码为47350，INSEE市镇编码为47047。

## 政治
康布所属的省级选区为吉耶讷山丘县。

## 人口

1962-2008年间人口变化图示

康布于2022年1月1日时的人口数量为176人。